# バーバーハーバー
『バーバーハーバー』は、小池田マヤ著の漫画作品。講談社の漫画雑誌「モーニング」にて2001年42号から2005年30号まで連載された。単行本全7巻。コマの進み方は変則的だが4コマ漫画である。
SF漫画（SFは『千里・フィクション』の略）。
ウェブコミック誌「e-manga」にて10年後を描く続編『バーバーハーバーNG (Next Generation)』を連載していたが、同サービスの終了もあり、2007年11月22日に加筆・修正・再校正の上で単行本化された。

## ストーリー
久々に故郷の大阪に帰った東子は、半年ぶりのデートなのに顔剃りを忘れてしまい、ふとみかけた理容店に入りマスターと出会う。その後東京に戻った東子はマスターとFAX文通友達になった。

## 主な登場人物
馬場皆人（ばば みなと）
ヘアーサロンみなとのマスター。少々ボーっとした所があって、ふとした事で「えーなあ…」のセリフと共にメルへんの世界に入ってしまう癖がある。薄いザビエルハゲ。そのハゲをいつも回毎に柄が違うバンダナで隠しているが実は単行本の巻に収まる話毎で柄のテーマが「国旗つながり」「動物つながり｣など決まっている。愛車はAE92トレノ。NGではハゲが進行している。
鹿崎東子（しかざき とうこ）
英国系製薬会社のOL（はじめはセールスウーマン、のちに念願の研究所に配属）。飲酒が趣味という酒豪。実家は千里で自宅には酒関係のコレクションを所有。マスターに惚れてアタックを開始するが、マスターの鈍感さや自身の酒の飲みすぎで失敗ばかりしている。外見は一応推定Dカップの美人であるり、マスター曰く「ウサギさん」なイメージ。遠距離恋愛の末マスターと結婚する。当初料理の腕は随分酷く、NGでもあまり変わっていない。
馬場研人
マスターの弟。美容師。マスターとほぼ同じ顔だがマスターと違い髪はフサフサ。女によくもてる。兄と違いタバコを喫う。しかし兄の皆人と同様、少々ボーっとしている。凛々しい顔立ちの女性が好み。NGではヒゲを蓄える。
高柳幸
神戸の大学一年生。智子とは浪人時代の予備校で知り合った親友同士。179cmという高身長に加え、しっかり者でサバサバした性格の「王子様」のため、同性に非常にもてる。逆に色恋沙汰やお洒落など女の子っぽい事は苦手。後に研人とできちゃった結婚する。タバコ好き。
鳥飼美香
東子の長年の親友。通称ミカリン。ヘビースモーカー。化粧品会社勤務。サバサバした性格で、失敗ばかりの東子の恋愛相談にのっては叱咤と的確なアドバイスを送る。趣味はとんぼ玉などバーナーを使用してのガラスの小物作り。物語途中で彼氏のひがぴょんと結婚した。
東英二
ミカリンの彼氏で後に結婚。通称ひがぴょん。ミカリンと同じ化粧品会社の大阪支社に勤務して遠距離恋愛をしていたが、物語途中で東京への転勤を機に結婚。
平井友和
平井酒店二代目。マスターの幼なじみ。ハンサムだが巨乳好き。奈美に隠れて時々浮気をしている節があり、奈美によく蹴られる。学生時代にアルバイトで当時女子高生だったミカリンと知り合い、現在も弱味を握られている。
平井奈美
平井酒店二代目の奥さん。マスターの幼なじみ。貧乳で酒好き。ガサツだが人見知りするなど意外とデリケート。実家は平井酒店の隣。夫婦揃ってNGでもあまり外見が変化していない。
大黒秀一
マスターの幼なじみ。総務省職員。右目の下にホクロがあるために通称はホクロン。性格に難あり。メガネを外すと美形。太めな体型だが"NG"では痩身の美中年に。智子とは会えばケンカばかりしているが、内心はかなり大事にしている。ガンダムオタクで本名の「秀一(ひでかず)」ではなく心酔した声優と同じ読みの「秀一(しゅういち)」を自称している。
高橋智子
酒・タバコ・パチンコ有りの美少女。男関係には百戦錬磨でそのせいか女友達は少ないらしい。マスターに初恋をするが、会うたびに言ってしまう憎まれ口と年齢差のせいでマスターには全く気づかれていなく、それどころか顔と名前すらちゃんと覚えてもらえない。浪人の末に東京の大学に進学する。同時期に東京に転勤したホクロンと寮でお隣さん同士となり、腐れ縁となる。
高橋智彦
智子の弟。ヘアーサロンみなとのお客さん。姉とよく似たルックスの美少年。
国枝尚
ヘアーサロンみなとの隣の喫茶店「緑」の看板娘。結婚して神戸に住んでいたので里帰りの折に実家を手伝っていたが、旦那の浮気が原因で出戻りとなりのちに離婚した。商店街の植物の世話をしており、ヘアーサロンみなとの植物を勝手に手入れする。いつも仏頂面で無愛想だが、笑うと眉が八の字になって可愛いと評判。
ドロシー・ミラー
東子が英国本社の研究所研修でイギリスに行った時の同居人。焼き鳥ラブなフードライター。
ジョー・ケネス・ワッツ
ドロシーの彼。理容師。ある意味マスターに似ている。
ダレン
太ったのら猫。いつもだれーんとしている。鳴き声は「んなーむ」と独特。
ダレンの子猫たち
母親は不明。どれも父猫のダレンとよく似ている。
モナムール
ダレンの子猫のうちの一匹。命名はマスターによる。智子が大学に入学するために上京する直前に拾い、飼われる。ホクロンによく似たほくろを持つ。
馬場政人
マスター、研人の父。マスターに似ているが髪はフサフサで同様にメルへんの世界に浸るが、怒るとかなり怖い。
おかん
マスター、研人の母。薄毛の長男が結婚できるか本気で心配していた。夢は自分の息子の嫁はんと梅阪でお買い物。

### バーバーハーバーNGでの登場人物
馬場美波（ばば みなみ）
マスターと東子の子供。双子の妹。8歳。髪の毛の毛先が内向きで、耳は大きい。目を見開くとマスターそっくりの三白眼。昼ドラが好きで彼女の姑のマネは妙に感情がこもっていて怖い。女の子なのに父親似なので何度か嘆かれている。
馬場海人（ばば かいと）
マスターと東子の子供。双子の兄。髪の毛の毛先は外向きで、耳は小さい。目を見開くと東子によく似た目をしている。
東香英（ひがし かえい）
ミカリンとひがぴょんの子供。海人の事がちょっと好き。
馬場卯月
研人と幸の子供。美波・海人らより2歳年上。軟弱者でナルシスト。名前の由来は単行本7巻「研人編」のエピソードから。
平井照美
平井と奈美の子供。卯月と同級生。ある理由で早く大人になりたいと願う。

## 所収
- 『バーバーハーバー』〈ワイドKCモーニング〉
  1. 2002年4月23日発行 ISBN 4-06-337490-4
  2. 2002年12月20日発行 ISBN 4-06-337508-0
  3. 2003年8月22日発行 ISBN 4-06-337521-8
  4. 2003年11月20日発行 ISBN 4-06-337533-1
  5. 2004年5月21日発行 ISBN 4-06-337545-5
  6. 2005年5月23日発行 ISBN 4-06-337566-8
  7. 2005年7月22日発行 ISBN 4-06-337577-3
- 『バーバーハーバーNG』〈KCデラックス〉 2007年11月22日発行 ISBN 978-4-06-375405-6、全1巻

## 受賞
- 全理連第1回チョキちゃん大賞 - 理容業界のイメージアップに特別に貢献したマスコミ・タレント・企業などに対する表彰
- 東京都理容組合「RIYO髪っぴー大賞」